# Ronald Binge
Ronald Binge (Derby, 15 luglio 1910 – Ringwood, 6 settembre 1979) è stato un compositore e arrangiatore britannico di musica leggera. Ha arrangiato molti dei pezzi più famosi di Mantovani prima di comporre la sua musica che comprendeva Elizabethan Serenade e Sailing By.

## Biografia
Binge nacque in un quartiere della classe lavoratrice a Derby nelle Midlands. Nella sua infanzia fu corista nella chiesa di Sant'Andrea (Chiesa anglicana), London Road, Derby - "la chiesa dei ferrovieri" (demolita nel 1970). Binge fu educato alla Derby School of Music, dove studiò sull'organo. All'inizio della sua carriera era un organista di cinema e in seguito iniziò a lavorare in orchestre estive nelle località balneari britanniche (tra cui Blackpool e Great Yarmouth), per le quali imparò a suonare la fisarmonica. L'abilità di Binge come organista cinematografico fu messa a frutto e suonò l'organo nella prima orchestra di Mantovani, la Tipica Orchestra. Durante la seconda guerra mondiale, prestò servizio nella Royal Air Force, durante la quale fu molto richiesto per organizzare intrattenimenti nel campo.
Dopo la fine della guerra, Mantovani offrì a Binge il compito di arrangiare e comporre per la sua nuova orchestra. Nel 1951, il suo arrangiamento di Charmaine portò a lui e a Mantovani successo e riconoscimento in tutto il mondo. Tuttavia in seguito si stancò di scrivere arrangiamenti e si dedicò alla composizione di opere originali e colonne sonore. Morì a Ringwood, nell'Hampshire, di tumore del fegato nel 1979.
All'inizio del 2013 il Derby City Council e la Derby Civic Society annunciarono che avrebbero messo una blue plaque in una delle sue due prime case a Derby (83 Darby Street, Normanton, o 29 Wiltshire Road, Chaddesden).

## Composizioni
Binge era interessato ai tecnicismi della composizione ed era famoso come l'inventore dell'effetto "archi a cascata" che è il suono caratteristico dell'orchestra Mantovani, molto usato nei loro arrangiamenti di musica popolare. È stato originariamente creato per catturare l'essenza delle proprietà dell'eco di un edificio come una cattedrale, anche se in seguito divenne particolarmente collegato alla musica leggera.
La composizione più conosciuta di Binge è probabilmente Elizabethan Serenade (1951), che fu usata dalla British Broadcasting Corporation come tema per la popolare serie degli anni '50, Music Tapestry e trasmessa dalla stazione radio British Forces Network e per la quale vinse un Ivor Novello Award. Successivamente fu trasformata in una versione vocale chiamata Where the Gentle Avon Flows, con testi del poeta Christopher Hassall. Una versione reggae del brano, Elizabethan Reggae, fu eseguita da Boris Gardiner nel 1970. Binge è anche noto per Sailing By (1963), che introduce la Shipping Forecast a tarda notte su BBC Radio 4. Altri brani ben noti includono Miss Melanie, Like Old Times, The Watermill (1958) per oboe e archi e il suo Concerto per sassofono contralto in mi bemolle maggiore (1956). La sua opera più grande, più lunga e più ambiziosa è la Sinfonia in quattro movimenti in Do ("Sinfonia del sabato") che fu scritta durante il suo ritiro del 1970 ed eseguita in Gran Bretagna e Germania.
Meno noto è un pezzo per pianoforte noto come Vice Versa, un palindromo musicale che non era solo un palindromo fronte-retro, ma sfruttava anche i due pentagrammi usati per scrivere per pianoforte. La musica si legge in qualunque senso sia girata. In seguito estese questo tema, componendo un brano noto come "Upside/Downside" per suo figlio, che stava imparando a suonare il flauto dolce alla Downside School. Questo palindromo musicale era per pianoforte, flauto dolce e violoncello ed ancora era universalmente reversibile, due suonatori potevano suonare dallo stesso foglio di musica leggendo da parti opposte.